# Oxira erythropsis
Oxira erythropsis är en fjärilsart som beskrevs av Charles Boursin 1954. Oxira erythropsis ingår i släktet Oxira och familjen nattflyn. Inga underarter finns listade i Catalogue of Life.